# アブドゥルアズィーズ・ビン・アブドゥッサッタール・トゥルキスターニー
アブドゥルアズィーズ・ビン・アブドゥッサッタール・トゥルキスターニー（アラビア語: عبد العزيز بن عبد الستار تركستاني ʿAbd al-ʿAzīz bin ʿAbd as-Sattār Turkistānī、英語: Abdulaziz bin Abdulsattar Turkistani、1958年4月15日 - ）は、2009年から2015年にかけて日本に駐箚するサウジアラビア王国大使を務めていた。また、日本語に堪能な初めての駐日大使である。1958年4月15日にターイフで生まれた。

## 経歴
- ヒジュラ暦1404～1408年（西暦1983～1988年に相当）: アラブ イスラーム学院学院長
- ヒジュラ暦1408～1411年（西暦1987～1991年に相当）: イマーム・ムハンマド・イブン・サウード・イスラーム大学（アラビア語版、英語版）講師
- ヒジュラ暦1411～1415年（西暦1990～1995年に相当）: アブドゥッラティーフ・ジャミール金融会社[3]代表取締役
- ヒジュラ暦1415～1418年（西暦1994～1998年に相当）: サウジ・リサーチ・マーケティング・グループ（アラビア語版、英語版）（SRMG）代表取締役
- ヒジュラ暦1418～1420年（西暦1997～2000年に相当）: 博士課程
- ヒジュラ暦1420～1425年（西暦1999～2005年に相当）: イスラーム関係大臣（アラビア語版）顧問
- ヒジュラ暦1425～1426年（西暦2004～2006年に相当）: アル＝ウーラー社[4]副社長
- ヒジュラ暦1426～1427年（西暦2005～2007年に相当）: 職業訓練統合ビジョン社[5]業務執行取締役
- ヒジュラ暦1428年（西暦2007～2008年に相当）: キングサウード大学（リヤド市内）准教授
- 西暦2009～2015年: 駐日サウジアラビア特命全権大使